# Francis Carmont
Pour les articles homonymes, voir Carmont.
Francis Carmont, né le 11 octobre 1981 à Paris, est un pratiquant français d'arts martiaux mixtes (MMA).
Il commence son parcours professionnel dans la discipline dans divers organisations européennes en 2004. Il finit par intégrer les effectifs de la plus importante organisation mondiale, l'Ultimate Fighting Championship (UFC) en 2011. Son contrat se termine malheureusement en 2014 après trois défaites consécutives.
Il s’entraîne alors à Montréal, au Canada, au sein de la Tristar Gym avec l'ancien champion UFC des poids mi-moyens, Georges St-Pierre.
Il rejoint enfin l'autre grande fédération américaine, le Bellator MMA en 2015.

## Parcours en arts martiaux mixtes

### Débuts
Francis commence sa carrière professionnelle en 2004, combattant dans plusieurs pays d'Europe, avant de signer à l'Ultimate Fighting Championship. Son palmarès était de seize victoire pour sept défaites.

### Ultimate Fighting Championship
En septembre 2011, Francis Carmont signe avec l'UFC et s'ajoute à la carte de l'UFC 137,. Quelques jours plus tard, son adversaire est désigné en la personne de Chris Camozzi, de retour dans l'organisation. Le 29 octobre 2011, à Las Vegas, Francis Carmont domine le combat et s'impose par décision unanime.
Il affronte ensuite Magnus Cedenblad lors de l'UFC on Fuel TV 2 le 14 avril 2012 à Stockholm.
Après un premier round compliqué, Francis Carmont réussit à rebondir dans le second grâce à un ground and pound efficace et réussit à soumettre son adversaire sur un étranglement arrière pour remporter sa deuxième victoire à l'UFC,.
Il est ensuite programmé sur la carte de l'UFC on Fuel TV 4 se déroulant le 11 juillet 2012 à San José. C'est la première fois que Francis Carmont se retrouve sur la carte principale d'un évènement organisé par l'UFC.
Après un premier round serré où il doit échapper à deux tentatives d'étranglement en guillotine, Francis Carmont rentre fort dans le deuxième round et finit par soumettre Karlos Vemola sur un rear naked choke.
Il affronte ensuite Tom Lawlor à l'UFC 154, le 17 novembre 2012 à Montréal. À la fin des trois rounds, Francis Carmont est déclaré vainqueur de ce combat par décision partagée. C'est un résultat plutôt controversé pour un match serré où il aura du résister à deux tentatives d'étranglement en guillotine, à la fin des premier et deuxième rounds, tout en montrant une attitude trop défensive. Conscient de sa prestation, Francis Carmont se déclare déçu de sa performance lors de cette soirée.
Pour son combat suivant, il accueille Lorenz Larkin, transféré à l'UFC depuis la fermeture de l'organisation du Strikeforce. Ce dernier est pour le moment invaincu en MMA, ayant concédé en réalité un seul revers face à Muhammed Lawal changée en no contest après que celui-ci a été contrôlé positif aux stéroïdes anabolisants. Le match se déroule lors de l'UFC on FOX 7, à San José, le 20 avril 2013. À la fin des trois rounds, les juges donnent vainqueur Francis Carmont par décision unanime mais cette fois encore, la décision est controversée.
Le chypriote, Costa Philippou, considéré comme un des dix meilleurs combattants de la division poids moyens, est désigné comme le prochain adversaire de Francis Carmont pour une confrontation à l'UFC 165, le 21 septembre 2013 à Toronto,. Après deux décisions controversées, Francis Carmont s'impose sur une nette décision unanime, remportant les trois rounds du match en dominant son adversaire sur les phases de lutte.
Deux mois plus tard, il est annoncé comme le prochain adversaire de Ronaldo Souza, expert en jiu-jitsu brésilien et lui aussi dans le haut du classement de la catégorie pour une confrontation prévue le 15 février 2014 au Brésil.
Carmont se fait bloquer dans le dos au 1er round mais réussit à ne pas se faire soumettre. Le combat continue debout dans la 2e reprise et Francis remporte ce round. Mais il se fait à nouveau prendre le dos dans le 3e round et perd finalement ce match par décision unanime.
Cette défaite marque la fin d'une série de six victoires consécutives au sein de l'organisation américaine, et Carmont à alors l'occasion de rebondir face à C.B. Dollaway le 31 mai à Berlin, sur la carte principale de l'UFC Fight Night: Muñoz vs. Mousasi.

## Palmarès en arts martiaux mixtes
| 37 combats     | 25 victoires | 12 défaites |
| Par KO         | 6            | 3           |
| Par soumission | 11           | 3           |
| Sur décision   | 8            | 6           |

| Résultat | Record | Adversaire          | Méthode                                 | Événement                                | Date              | Round | Temps | Lieu                               | Notes |
| -------- | ------ | ------------------- | --------------------------------------- | ---------------------------------------- | ----------------- | ----- | ----- | ---------------------------------- | ----- |
| Défaite  | 25-12  | Linton Vassell      | Décision unanime                        | Bellator 165 - Chandler vs. Henderson    | 19 novembre 2016  | 3     | 5:00  | San José, Californie, États-Unis   |       |
| Victoire | 25-11  | Łukasz Klinger      | Soumission (D'Arce Choke)               | Bellator 158: Daley vs. Lima             | 16 juillet 2016   | 1     | 3:54  | Londres, Royaume-Uni               |       |
| Défaite  | 24-11  | Phil Davis          | KO (coups de poing)                     | Bellator MMA & Glory: Dynamite 1         | 19 septembre 2015 | 1     | 2:15  | San José, Californie, États-Unis   |       |
| Victoire | 24-10  | Anthony Ruiz        | Décision unanime                        | Bellator MMA & Glory: Dynamite 1         | 19 septembre 2015 | 2     | 5:00  | San José, Californie, États-Unis   |       |
| Victoire | 23-10  | Guilherme Viana     | Décision unanime                        | Bellator 135                             | 27 mars 2015      | 3     | 5:00  | Thackerville, Oklahoma, États-Unis |       |
| Défaite  | 22-10  | Thales Leites       | KO (poings)                             | UFC Fight Night: Henderson vs. dos Anjos | 23 août 2014      | 2     | 0:20  | Tulsa, Oklahoma, États-Unis        |       |
| Défaite  | 22-9   | C.B. Dollaway       | Décision unanime                        | UFC Fight Night: Muñoz vs. Mousasi       | 31 mai 2014       | 3     | 5:00  | Berlin, Allemagne                  |       |
| Défaite  | 22-8   | Ronaldo Souza       | Décision unanime                        | UFC Fight Night: Machida vs. Mousasi     | 15 février 2014   | 3     | 5:00  | Jaraguá do Sul, Brésil             |       |
| Victoire | 22-7   | Costa Philippou     | Décision unanime                        | UFC 165: Jones vs. Gustafsson            | 21 septembre 2013 | 3     | 5:00  | Toronto, Ontario, Canada           |       |
| Victoire | 21-7   | Lorenz Larkin       | Décision unanime                        | UFC on FOX 7: Henderson vs. Melendez     | 20/04/2013        | 3     | 5:00  | San José, Californie, États-Unis   |       |
| Victoire | 20-7   | Tom Lawlor          | Décision partagée                       | UFC 154: St-Pierre vs. Condit            | 17/11/2012        | 3     | 5:00  | Montréal, Québec, Canada           |       |
| Victoire | 19-7   | Karlos Vemola       | Soumission (étranglement arrière)       | UFC on Fuel TV: Munoz vs. Weidman        | 11/07/2012        | 2     | 1:39  | San José, Californie, États-Unis   |       |
| Victoire | 18-7   | Magnus Cedenblad    | Soumission (étranglement arrière)       | UFC on Fuel TV: Gustafsson vs. Silva     | 14/04/2012        | 2     | 1:42  | Stockholm, Suède                   |       |
| Victoire | 17-7   | Chris Camozzi       | Décision unanime                        | UFC 137: Penn vs. Diaz                   | 29/10/2011        | 3     | 5:00  | Las Vegas, Nevada, États-Unis      |       |
| Victoire | 16-7   | Jason Day           | KO (coups de poing)                     | Slammer in the Hammer                    | 17/6/2011         | 1     | 2:10  | Hamilton, Ontario, Canada          |       |
| Victoire | 15-7   | Kelly Anudson       | Soumission (clé de bras)                | SHC 4: Monson vs. Perak                  | 30/04/2011        | 1     | 2:06  | Genève, Suisse                     |       |
| Victoire | 14-7   | Simon Carlsen       | KO (coups de poing)                     | Heroes Gates 3                           | 24/3/2011         | 2     | N/A   | Prague, République tchèque         |       |
| Victoire | 13-7   | Emile Zahariev      | Soumission (kimura)                     | SHC 3: Carmont vs. Zahariev              | 18/09/2010        | 2     | 1:31  | Genève, Suisse                     |       |
| Victoire | 12-7   | Lukasz Jurkowski    | Soumission (étranglement arrière)       | KSW: Extra                               | 13/09/2008        | 1     | 4:14  | Varsovie, Pologne                  |       |
| Défaite  | 11-7   | Baga Agaev          | Soumission (clé de bras)                | fightFORCE: Russia vs. The World         | 19/04/2008        | 1     | N/A   | Moscou, Russie                     |       |
| Victoire | 11-6   | Gerard Burton-Batty | KO (coups de poing)                     | Cage Fighting Championships 3            | 15/02/2008        | 1     | 1:53  | Sydney, Australie                  |       |
| Défaite  | 10-6   | Karol Bedorf        | Décision unanime                        | KSW 8                                    | 10/11/2007        | 3     | 3:00  | Varsovie, Pologne                  |       |
| Victoire | 10-5   | Todd Broadaway      | KO (coups de poing)                     | Bodo Fight: Costa Rica Combat            | 18/02/2007        | 1     | 3:12  | San José, Costa Rica               |       |
| Défaite  | 9-5    | Victor Vianna       | Décision                                | Kam Lung: Only the Strongest Survive 5   | 8/10/2006         | 2     | 5:00  | Amsterdam, Pays-Bas                |       |
| Victoire | 9-4    | Robert Jocz         | Décision unanime                        | KSW 5                                    | 3/03/2006         | 2     | 5:00  | Varsovie, Pologne                  |       |
| Victoire | 8-4    | Piotr Baginski      | KO (coup de genou et coups de poing)    | KSW 5                                    | 3/03/2006         | 1     | 4:35  | Varsovie, Pologne                  |       |
| Victoire | 7-4    | Goce Candowski      | Décision unanime                        | KSW 5                                    | 3/03/2006         | 2     | 5:00  | Varsovie, Pologne                  |       |
| Défaite  | 6-4    | Evangelista Santos  | Décision unanime                        | WFC: Europe vs. Brazil                   | 20/05/2006        | 3     | 5:00  | Koper, Slovénie                    |       |
| Victoire | 6-3    | Bastien Huveneers   | Soumission (clé de cheville)            | Défi des Champions                       | 20/03/2006        | 2     | N/A   | Tunis, Tunisie                     |       |
| Victoire | 5-3    | Ali Allouane        | Soumission (kimura)                     | Xtreme Gladiators 2                      | 3/03/2006         | 1     | 1:52  | Paris, France                      |       |
| Victoire | 4-3    | Al Musa             | TKO (coups de poing)                    | Extreme Fighting 1                       | 15/10/2005        | 1     | 2:24  | Londres, Angleterre                |       |
| Défaite  | 3-3    | Grzegorz Jakubovski | Soumission (étranglement en guillotine) | EVT 5: Phoenix                           | 8/10/2005         | 1     | 1:52  | Stockholm, Suède                   |       |
| Défaite  | 3-2    | Ross Pointon        | TKO (coups de poing)                    | UKMMAC 9: SmackDown                      | 28/10/2004        | 1     | 1:13  | Essex, Angleterre                  |       |
| Défaite  | 3-1    | Dan Burzotta        | Soumission (étranglement en guillotine) | UKMMAC 5: Rage & Fury                    | 30/05/2004        | 1     | 3:39  | Essex, Angleterre                  |       |
| Victoire | 3-0    | Slavomir Molnar     | Soumission (étranglement en triangle)   | TotalFight3                              | 24/05/2004        | 2     | N/A   | Budapest, Hongrie                  |       |
| Victoire | 2-0    | Roy Rutten          | Soumission (clé de bras)                | Kam Lung: Day of the Truth 5             | 24/3/2004         | 1     | N/A   | Rhoon, Pays-Bas                    |       |
| Victoire | 1-0    | Kulijt Degun        | Soumission (clé de bras)                | UKMMAC 6: Extreme Warriors               | 29/02/2004        | 1     | 3:41  | Essex, Angleterre                  |       |